# Comuneros
Pour les articles homonymes, voir Comunero (homonymie).
Les Comuneros sont le nom d'une province du département de Santander en Colombie. Ils sont parfois appelés Socorro du nom de la ville de Soccoro qui est son chef lieu.  
Cette province est d'une grande importance historique, car elle fut le lieu de départ de l'Insurrection des Comuneros en 1783 contre les autorités coloniales espagnoles de la vice-royauté de Nouvelle-Grenade.